# Campeonato Argentino de Futebol de 2020 – Segunda Divisão
A Segunda Divisão do Campeonato Argentino de Futebol de 2020, também conhecida como Primera Nacional de 2020, Primera B Nacional de 2020 ou Campeonato de Transición da Primera Nacional de 2020, foi a 36.ª edição da Primera B Nacional (atual Primera Nacional), competição esportiva equivalente à segunda divisão do futebol argentino (a 2.ª como Primera Nacional). O certame foi organizado pela Associação do Futebol Argentino (AFA), entidade máxima do futebol na Argentina, começou em 28 de novembro de 2020 e terminou em 31 de janeiro de 2021. A competição foi disputada pelas trinta e duas equipes que participaram da temporada de 2019–20, que foi suspensa e posteriormente cancelada devido à pandemia de COVID-19. Consagrou um campeão e outorgou dois acessos para a Primera División (atual Liga Profissional) de 2021.
O campeão da edição foi o Sarmiento, de Junín, que levantou seu primeiro título do torneio (e o segundo da segunda divisão) e foi promovido à Liga Profissional (Primera División) de 2021. O time de Junín conquistou a promoção depois de vencer o Estudiantes de Río Cuarto nos pênaltis por 4–3 (após um 1–1 no tempo normal) na final da Primera Nacional de 2020. Por sua vez, o Platense venceu o Torneo Reducido e também foi promovido para a edição de 2021 da Liga Profissional (Primera División). A tão sonhada promoção surgiu após a vitória sobre o Estudiantes de Río Cuarto por 4–2 nos pênaltis (após um 1–1 no tempo normal) da final pelo pelo segundo acesso à primeira divisão do futebol argentino.

## Regulamento
A competição foi dividida em duas fases principais, Primer Ascenso e Segundo Ascenso, e cada uma delas garantiu ao seu vencedor uma vaga para a Primera División de 2021.
- Primer Ascenso
  - Etapa de classificação: foram criadas duas zonas (A e B) com os oitos melhores times de cada zona no momento da suspensão da Primera Nacional de 2019–20. Os times jogaram entre si dentro das zonas, em turno único de pontos corridos. Ao final das 7 rodadas classificatórias, os líderes de cada grupo avançaram para a final.[1]
  - Etapa eliminatória: a final foi disputada em partida única em campo neutro. Em caso de empate ao final do tempo regulamentar, o desempate foi decidido na disputa por pênaltis. O vencedor da final, além do título de campeão, também foi promovido para a Primera División de 2021. O perdedor da final se classificou para as semifinais do "mata-mata" pelo segundo acesso à Primera División. Por sua vez, os segundos colocados de cada zona avançaram para a terceira rodada eliminatória do "mata-mata" e os demais times jogaram na primeira rodada eliminatória do "mata-mata" pela segunda promoção.[1]

- Segundo Ascenso
  - Etapa de classificação: foram criadas duas zonas (A e B) com as oitos piores equipes de cada zona no momento da suspensão da Primera Nacional de 2019–20. Os jogos também ocorreram dentro das zonas, em turno único de pontos corridos. Ao final da etapa de classificação, os dois primeiros de cada zona avançaram para o "mata-mata" que definiu o segundo time promovido para a Primera División.[1]
  - Etapa eliminatória: foi disputado um torneio eliminatório no sistema de "mata-mata", este dividido em três rodadas eliminatórias, semifinal e final. Os jogos do "mata-mata" ocorreram em partidas únicas em campo neutro. Em caso de empate ao final do tempo normal, o desempate se deu na disputa por pênaltis. O vencedor do "mata-mata" ganhou uma vaga na Primera División de 2021.[1]

## Participantes
| Equipe                  | Cidade                | Província           | Estádio (mando)                       | Títulos (último)      | Ref.         |
| ----------------------- | --------------------- | ------------------- | ------------------------------------- | --------------------- | ------------ |
| Agropecuario Argentino  | Carlos Casares        | Buenos Aires        | Ofelia Rosenzuaig                     | 0 (nenhum)            | [ 6 ] [ 7 ]  |
| All Boys                | Buenos Aires          | Cidade Autônoma     | Islas Malvinas                        | 0 (nenhum)            | [ 6 ] [ 8 ]  |
| Almagro                 | Buenos Aires          | Cidade Autônoma     | Tres de Febrero                       | 0 (nenhum)            | [ 6 ] [ 9 ]  |
| Alvarado                | Mar del Plata         | Buenos Aires        | José María Minella                    | 0 (nenhum)            | [ 6 ] [ 10 ] |
| Atlanta                 | Buenos Aires          | Cidade Autônoma     | Don León Kolbowsky                    | 0 (nenhum)            | [ 6 ] [ 11 ] |
| Atlético de Rafaela     | Rafaela               | Santa Fe            | Nuevo Monumental                      | 2 (último em 2010–11) | [ 6 ] [ 12 ] |
| Barracas Central        | Buenos Aires          | Cidade Autônoma     | Claudio Chiqui Tapia                  | 0 (nenhum)            | [ 6 ] [ 13 ] |
| Belgrano                | Córdoba               | Córdoba             | Estádio Julio César Villagra          | 0 (nenhum)            | [ 6 ] [ 14 ] |
| Brown                   | Adrogué               | Buenos Aires        | Lorenzo Arandilla                     | 0 (nenhum)            | [ 6 ] [ 15 ] |
| Chacarita Juniors       | Buenos Aires          | Cidade Autônoma     | Chacarita Juniors                     | 0 (nenhum)            | [ 6 ] [ 16 ] |
| Defensores de Belgrano  | Buenos Aires          | Cidade Autônoma     | Juan Pasquale                         | 0 (nenhum)            | [ 6 ] [ 17 ] |
| Deportivo Morón         | Morón                 | Buenos Aires        | Nuevo Francisco Urbano                | 0 (nenhum)            | [ 6 ] [ 18 ] |
| Deportivo Riestra       | Buenos Aires          | Cidade Autônoma     | Guillermo Laza                        | 0 (nenhum)            | [ 6 ] [ 19 ] |
| Estudiantes             | Caseros               | Buenos Aires        | Ciudad de Caseros                     | 0 (nenhum)            | [ 6 ] [ 20 ] |
| Estudiantes             | Río Cuarto            | Córdoba             | Estádio de Río Cuarto Antonio Candini | 0 (nenhum)            | [ 6 ] [ 21 ] |
| Ferro Carril Oeste      | Buenos Aires          | Cidade Autônoma     | Arquitecto Ricardo Etcheverry         | 0 (nenhum)            | [ 6 ] [ 22 ] |
| Gimnasia y Esgrima      | Jujuy                 | Jujuy               | 23 de Agosto                          | 1 (em 1993–94)        | [ 6 ] [ 23 ] |
| Gimnasia y Esgrima      | Mendoza               | Mendoza             | Víctor Antonio Legrotaglie            | 0 (nenhum)            | [ 6 ] [ 24 ] |
| Guillermo Brown         | Puerto Madryn         | Chubut              | Raúl Conti                            | 0 (nenhum)            | [ 6 ] [ 25 ] |
| Independiente Rivadavia | Mendoza               | Mendoza             | Bautista Gargantini                   | 0 (nenhum)            | [ 6 ] [ 26 ] |
| Instituto               | Córdoba               | Córdoba             | Juan Domingo Perón                    | 2 (último em 2003–04) | [ 6 ] [ 27 ] |
| Mitre                   | Santiago del Estero   | Santiago del Estero | Doctores José y Antonio Castiglione   | 0 (nenhum)            | [ 6 ] [ 28 ] |
| Nueva Chicago           | Buenos Aires          | Cidade Autônoma     | República de Mataderos                | 0 (nenhum)            | [ 6 ] [ 29 ] |
| Platense                | Vicente López         | Buenos Aires        | Ciudad de Vicente López               | 0 (nenhum)            | [ 6 ] [ 30 ] |
| Quilmes                 | Quilmes               | Buenos Aires        | Centenario Ciudad de Quilmes          | 1 (em 1990–91)        | [ 6 ] [ 31 ] |
| Ramón Santamarina       | Tandil                | Buenos Aires        | Estádio Municipal de Tandil           | 0 (nenhum)            | [ 6 ] [ 32 ] |
| San Martín              | San Juan              | San Juan            | Hilario Sánchez                       | 0 (nenhum)            | [ 6 ] [ 33 ] |
| San Martín              | San Miguel de Tucumán | Tucumán             | La Ciudadela                          | 1 (em 2007–08)        | [ 6 ] [ 34 ] |
| Sarmiento               | Junín                 | Buenos Aires        | Eva Perón                             | 0 (nenhum)            | [ 6 ] [ 35 ] |
| Temperley               | Turdera               | Buenos Aires        | Alfredo Beranger                      | 0 (nenhum)            | [ 6 ] [ 36 ] |
| Tigre                   | Victoria              | Buenos Aires        | Coliseo de Victoria                   | 0 (nenhum)            | [ 6 ] [ 37 ] |
| Villa Dálmine           | Campana               | Buenos Aires        | El Coliseo de Mitre y Puccini         | 0 (nenhum)            | [ 6 ] [ 38 ] |

## Primer Ascenso
Na etapa classificatória (fase de zonas), cada zona foi disputada em turno único no sistema de pontos corridos. Os dois primeiros colocados de cada zona avançaram para a final na busca pelo título e por uma vaga na Primera División de 2021. Os demais clubes, assim como o perdedor da final, se classificam para o "mata-mata" do Segundo Ascenso em busca da segunda e última promoção para a Primera División de 2021.

### Zona A
| Pos | Equipe                 | Pts | J | V | E | D | GP | GC | SG | Classificação                                   |
| --- | ---------------------- | --- | - | - | - | - | -- | -- | -- | ----------------------------------------------- |
| 1   | Estudiantes (RC)       | 13  | 7 | 3 | 4 | 0 | 11 | 5  | +6 | Final do Primer Ascenso                         |
| 2   | Platense               | 13  | 7 | 3 | 4 | 0 | 10 | 6  | +4 | Terceira rodada eliminatória do Segundo Ascenso |
| 3   | Estudiantes (BA)       | 12  | 7 | 3 | 3 | 1 | 13 | 10 | +3 | Primeira rodada eliminatória do Segundo Ascenso |
| 4   | Agropecuario Argentino | 10  | 7 | 3 | 1 | 3 | 7  | 11 | −4 | Primeira rodada eliminatória do Segundo Ascenso |
| 5   | Atlanta                | 8   | 7 | 2 | 2 | 3 | 12 | 12 | 0  | Primeira rodada eliminatória do Segundo Ascenso |
| 6   | Deportivo Morón        | 6   | 7 | 1 | 3 | 3 | 6  | 8  | −2 | Primeira rodada eliminatória do Segundo Ascenso |
| 7   | Temperley              | 6   | 7 | 1 | 3 | 3 | 3  | 5  | −2 | Primeira rodada eliminatória do Segundo Ascenso |
| 8   | Ferro Carril Oeste     | 6   | 7 | 2 | 0 | 5 | 7  | 12 | −5 | Primeira rodada eliminatória do Segundo Ascenso |

### Zona B
| Pos | Equipe                 | Pts | J | V | E | D | GP | GC | SG | Classificação                                   |
| --- | ---------------------- | --- | - | - | - | - | -- | -- | -- | ----------------------------------------------- |
| 1   | Sarmiento (J)          | 15  | 7 | 4 | 3 | 0 | 8  | 4  | +4 | Final do Primer Ascenso                         |
| 2   | Atlético de Rafaela    | 14  | 7 | 4 | 2 | 1 | 13 | 8  | +5 | Terceira rodada eliminatória do Segundo Ascenso |
| 3   | Defensores de Belgrano | 13  | 7 | 4 | 1 | 2 | 6  | 3  | +3 | Primeira rodada eliminatória do Segundo Ascenso |
| 4   | Tigre                  | 8   | 7 | 2 | 2 | 3 | 9  | 9  | 0  | Primeira rodada eliminatória do Segundo Ascenso |
| 5   | Gimnasia y Esgrima (M) | 7   | 7 | 1 | 4 | 2 | 10 | 10 | 0  | Primeira rodada eliminatória do Segundo Ascenso |
| 6   | Deportivo Riestra      | 6   | 7 | 1 | 3 | 3 | 8  | 11 | −3 | Primeira rodada eliminatória do Segundo Ascenso |
| 7   | Villa Dálmine          | 6   | 7 | 1 | 3 | 3 | 5  | 9  | −4 | Primeira rodada eliminatória do Segundo Ascenso |
| 8   | San Martín (T)         | 5   | 7 | 1 | 2 | 4 | 3  | 8  | −5 | Primeira rodada eliminatória do Segundo Ascenso |

### Resultados
| 28 de novembro de 2020 | Atlanta | 0 – 2     | Platense | Buenos Aires                                      |  |
| 17:10                  |         | Relatório |          | Estádio: Don León Kolbowsky Árbitro: Pablo Dóvalo |  |

| 28 de novembro de 2020 | Sarmiento (J) | 0 – 0     | Villa Dálmine | Junín                                      |  |
| 19:00                  |               | Relatório |               | Estádio: Eva Perón Árbitro: Nazareno Arasa |  |

| 29 de novembro de 2020 | San Martín (T) | 0 – 1     | Tigre | Tucumán                                         |  |
| 9:00                   |                | Relatório |       | Estádio: La Ciudadela Árbitro: Pablo Echavarría |  |

| 29 de novembro de 2020 | Estudiantes (BA) | 3 – 1     | Agropecuario Argentino | Caseros                                                |  |
| 17:10                  |                  | Relatório |                        | Estádio: Ciudad de Caseros Árbitro: Leandro Rey Hilfer |  |

| 29 de novembro de 2020 | Defensores de Belgrano | 0 – 0     | Gimnasia y Esgrima (M) | Buenos Aires                                   |  |
| 17:10                  |                        | Relatório |                        | Estádio: Juan Pasquale Árbitro: Diego Ceballos |  |

| 30 de novembro de 2020 | Temperley | 1 – 0     | Ferro Carril Oeste | Temperley                                        |  |
| 17:10                  |           | Relatório |                    | Estádio: Alfredo Beranger Árbitro: Julio Barraza |  |

| 30 de novembro de 2020 | Deportivo Riestra | 3 – 3     | Atlético de Rafaela | Buenos Aires                                      |  |
| 17:10                  |                   | Relatório |                     | Estádio: Guillermo Laza Árbitro: Luis Lobo Medina |  |

| 30 de novembro de 2020 | Estudiantes (RC) | 0 – 0     | Deportivo Morón | Río Cuarto                                                             |  |
| 18:00                  |                  | Relatório |                 | Estádio: Estádio de Río Cuarto Antonio Candini Árbitro: Héctor Paletta |  |

| 5 de dezembro de 2020 | Estudiantes (BA) | 2 – 2     | Estudiantes (RC) | Caseros                                               |  |
| 17:10                 |                  | Relatório |                  | Estádio: Ciudad de Caseros Árbitro: Yael Falcón Pérez |  |

| 5 de dezembro de 2020 | Gimnasia y Esgrima (M) | 2 – 3     | Sarmiento (J) | Mendoza                                                      |  |
| 17:10                 |                        | Relatório |               | Estádio: Víctor Antonio Legrotaglie Árbitro: Fabricio Llobet |  |

| 5 de dezembro de 2020 | Villa Dálmine | 1 – 1     | Deportivo Riestra | Campana                                                      |  |
| 17:10                 |               | Relatório |                   | Estádio: El Coliseo de Mitre y Puccini Árbitro: Jorge Baliño |  |

| 5 de dezembro de 2020 | Platense | 1 – 1     | Deportivo Morón | Vicente López                                         |  |
| 19:10                 |          | Relatório |                 | Estádio: Ciudad de Vicente López Árbitro: Yamil Possi |  |

| 6 de dezembro de 2020 | Defensores de Belgrano | 0 – 1     | San Martín (T) | Buenos Aires                                 |  |
| 17:10                 |                        | Relatório |                | Estádio: Juan Pasquale Árbitro: Pablo Dóvalo |  |

| 6 de dezembro de 2020 | Agropecuario Argentino | 1 – 0     | Temperley | Carlos Casares                                   |  |
| 19:00                 |                        | Relatório |           | Estádio: Ofelia Rosenzuaig Árbitro: Ramiro López |  |

| 7 de dezembro de 2020 | Atlético de Rafaela | 3 – 2     | Tigre | Rafaela                                                   |  |
| 17:10                 |                     | Relatório |       | Estádio: Estádio Nuevo Monumental Árbitro: Carlos Córdoba |  |

| 7 de dezembro de 2020 | Ferro Carril Oeste | 0 – 3     | Atlanta | Buenos Aires                                                       |  |
| 19:15                 |                    | Relatório |         | Estádio: Arquitecto Ricardo Etcheverry Árbitro: Leandro Rey Hilfer |  |

| 11 de dezembro de 2020 | Estudiantes (RC) | 1 – 1     | Platense | Río Cuarto                                                            |  |
| 19:10                  |                  | Relatório |          | Estádio: Estádio de Río Cuarto Antonio Candini Árbitro: Pablo Giménez |  |

| 12 de dezembro de 2020 | Deportivo Morón | 2 – 3     | Ferro Carril Oeste | Morón                                                    |  |
| 17:10                  |                 | Relatório |                    | Estádio: Nuevo Francisco Urbano Árbitro: Fabricio Llobet |  |

| 13 de dezembro de 2020 | Temperley | 0 – 1     | Estudiantes (BA) | Temperley                                           |  |
| 17:10                  |           | Relatório |                  | Estádio: Alfredo Beranger Árbitro: Sebastián Zunino |  |

| 13 de dezembro de 2020 | Atlanta | 2 – 3     | Agropecuario Argentino | Buenos Aires                                       |  |
| 17:10                  |         | Relatório |                        | Estádio: Don León Kolbowsky Árbitro: Mario Ejarque |  |

| 13 de dezembro de 2020 | San Martín (T) | 0 – 3     | Atlético de Rafaela | Tucumán                                       |  |
| 21:30                  |                | Relatório |                     | Estádio: La Ciudadela Árbitro: Andrés Gariano |  |

| 14 de dezembro de 2020 | Deportivo Riestra | 1 – 3     | Gimnasia y Esgrima (M) | Buenos Aires                                     |  |
| 17:10                  |                   | Relatório |                        | Estádio: Guillermo Laza Árbitro: Adrián Franklin |  |

| 14 de dezembro de 2020 | Tigre | 3 – 1     | Villa Dálmine | Victoria                                             |  |
| 21:10                  |       | Relatório |               | Estádio: Coliseo de Victoria Árbitro: Lucas Comesaña |  |

| 6 de janeiro de 2020 | Sarmiento (J) | 1 – 0     | Defensores de Belgrano | Junín                                     |  |
| 17:10                |               | Relatório |                        | Estádio: Eva Perón Árbitro: José Carreras |  |

| 18 de dezembro de 2020 | Estudiantes (BA) | 3 – 3     | Atlanta | Caseros                                            |  |
| 21:10                  |                  | Relatório |         | Estádio: Ciudad de Caseros Árbitro: Héctor Paletta |  |

| 19 de dezembro de 2020 | Sarmiento (J) | 1 – 0     | San Martín (T) | Junín                                   |  |
| 17:10                  |               | Relatório |                | Estádio: Eva Perón Árbitro: Nelson Sosa |  |

| 19 de dezembro de 2020 | Temperley | 0 – 0     | Estudiantes (RC) | Temperley                                        |  |
| 21:40                  |           | Relatório |                  | Estádio: Alfredo Beranger Árbitro: Julio Barraza |  |

| 20 de dezembro de 2020 | Villa Dálmine | 0 – 2     | Atlético de Rafaela | Campana                                                        |  |
| 17:10                  |               | Relatório |                     | Estádio: El Coliseo de Mitre y Puccini Árbitro: Diego Ceballos |  |

| 20 de dezembro de 2020 | Defensores de Belgrano | 1 – 0     | Deportivo Riestra | Buenos Aires                                       |  |
| 17:10                  |                        | Relatório |                   | Estádio: Juan Pasquale Árbitro: Leandro Rey Hilfer |  |

| 21 de dezembro de 2020 | Ferro Carril Oeste | 1 – 2     | Platense | Buenos Aires                                                 |  |
| 17:10                  |                    | Relatório |          | Estádio: Arquitecto Ricardo Etcheverry Árbitro: Jorge Broggi |  |

| 21 de dezembro de 2020 | Gimnasia y Esgrima (M) | 1 – 1     | Tigre | Mendoza                                                    |  |
| 21:30                  |                        | Relatório |       | Estádio: Víctor Antonio Legrotaglie Árbitro: José Carreras |  |

| 22 de dezembro de 2020 | Agropecuario Argentino | 1 – 0     | Deportivo Morón | Carlos Casares                                     |  |
| 21:10                  |                        | Relatório |                 | Estádio: Ofelia Rosenzuaig Árbitro: Rodrigo Rivero |  |

| 27 de dezembro de 2020 | Atlanta | 1 – 1     | Temperley | Buenos Aires                                        |  |
| 17:10                  |         | Relatório |           | Estádio: Don León Kolbowsky Árbitro: Diego Ceballos |  |

| 27 de dezembro de 2020 | Atlético de Rafaela | 2 – 1     | Gimnasia y Esgrima (M) | Rafaela                                                         |  |
| 17:10                  |                     | Relatório |                        | Estádio: Estádio Nuevo Monumental Árbitro: Gerardo Méndez Cedro |  |

| 27 de dezembro de 2020 | Estudiantes (RC) | 2 – 1     | Ferro Carril Oeste | Río Cuarto                                                            |  |
| 21:00                  |                  | Relatório |                    | Estádio: Estádio de Río Cuarto Antonio Candini Árbitro: Lucas Novelli |  |

| 27 de dezembro de 2020 | San Martín (T) | 0 – 1     | Villa Dálmine | Tucumán                                         |  |
| 21:30                  |                | Relatório |               | Estádio: La Ciudadela Árbitro: Mariano González |  |

| 28 de dezembro de 2020 | Platense | 1 – 1     | Agropecuario Argentino | Vicente López                                               |  |
| 17:10                  |          | Relatório |                        | Estádio: Ciudad de Vicente López Árbitro: Yael Falcón Pérez |  |

| 28 de dezembro de 2020 | Deportivo Riestra | 1 – 2     | Sarmiento (J) | Buenos Aires                                 |  |
| 17:10                  |                   | Relatório |               | Estádio: Guillermo Laza Árbitro: Yamil Possi |  |

| 28 de dezembro de 2020 | Deportivo Morón | 2 – 1     | Estudiantes (BA) | Morón                                                   |  |
| 21:30                  |                 | Relatório |                  | Estádio: Nuevo Francisco Urbano Árbitro: Lucas Comesaña |  |

| 29 de dezembro de 2020 | Tigre | 0 – 1     | Defensores de Belgrano | Victoria                                            |  |
| 19:20                  |       | Relatório |                        | Estádio: Coliseo de Victoria Árbitro: Pablo Giménez |  |

| 3 de janeiro de 2021 | Atlanta | 1 – 2     | Estudiantes (RC) | Buenos Aires                                       |  |
| 17:10                |         | Relatório |                  | Estádio: Don León Kolbowsky Árbitro: Mario Ejarque |  |

| 3 de janeiro de 2021 | Deportivo Riestra | 0 – 0     | San Martín (T) | Buenos Aires                                  |  |
| 17:10                |                   | Relatório |                | Estádio: Guillermo Laza Árbitro: Pablo Dóvalo |  |

| 3 de janeiro de 2021 | Sarmiento (J) | 1 – 1     | Tigre | Junín                                      |  |
| 17:10                |               | Relatório |       | Estádio: Eva Perón Árbitro: Rodrigo Rivero |  |

| 3 de janeiro de 2021 | Gimnasia y Esgrima (M) | 1 – 1     | Villa Dálmine | Víctor Antonio Legrotaglie |  |
| 18:10                |                        | Relatório |               | Árbitro: Fabricio Llobet   |  |

| 3 de janeiro de 2021 | Defensores de Belgrano | 2 – 0     | Atlético de Rafaela | Buenos Aires                                    |  |
| 19:10                |                        | Relatório |                     | Estádio: Juan Pasquale Árbitro: Adrián Franklin |  |

| 3 de janeiro de 2021 | Temperley | 0 – 0     | Deportivo Morón | Temperley                                             |  |
| 21:10                |           | Relatório |                 | Estádio: Alfredo Beranger Árbitro: Leandro Rey Hilfer |  |

| 4 de janeiro de 2021 | Agropecuario Argentino | 0 – 1     | Ferro Carril Oeste | Carlos Casares                                       |  |
| 17:10                |                        | Relatório |                    | Estádio: Ofelia Rosenzuaig Árbitro: Pablo Echavarría |  |

| 4 de janeiro de 2021 | Estudiantes (BA) | 1 – 1     | Platense | Caseros                                        |  |
| 19:10                |                  | Relatório |          | Estádio: Ciudad de Caseros Árbitro: Diego Abal |  |

| 10 de janeiro de 2021 | Estudiantes (RC) | 4 – 0     | Agropecuario Argentino | Carlos Casares                                  |  |
| 17:10                 |                  | Relatório |                        | Estádio: Ofelia Rosenzuaig Árbitro: Ariel Penel |  |

| 10 de janeiro de 2021 | Ferro Carril Oeste | 1 – 2     | Estudiantes (BA) | Buenos Aires                                                 |  |
| 17:10                 |                    | Relatório |                  | Estádio: Arquitecto Ricardo Etcheverry Árbitro: Pablo Dóvalo |  |

| 10 de janeiro de 2021 | Platense | 2 – 1     | Temperley | Vicente López                                                |  |
| 17:10                 |          | Relatório |           | Estádio: Ciudad de Vicente López Árbitro: Hernán Mastrángelo |  |

| 10 de janeiro de 2021 | Deportivo Morón | 1 – 2     | Atlanta | Morón                                                   |  |
| 17:10                 |                 | Relatório |         | Estádio: Nuevo Francisco Urbano Árbitro: Héctor Paletta |  |

| 10 de janeiro de 2021 | San Martín (T) | 2 – 2     | Gimnasia y Esgrima (M) | Tucumán                                       |  |
| 19:15                 |                | Relatório |                        | Estádio: La Ciudadela Árbitro: Carlos Córdoba |  |

| 10 de janeiro de 2021 | Villa Dálmine | 1 – 2     | Defensores de Belgrano | Campana                                                        |  |
| 19:15                 |               | Relatório |                        | Estádio: El Coliseo de Mitre y Puccini Árbitro: Lucas Comesaña |  |

| 10 de janeiro de 2021 | Atlético de Rafaela | 0 – 0     | Sarmiento (J) | Rafaela                                                 |  |
| 19:15                 |                     | Relatório |               | Estádio: Estádio Nuevo Monumental Árbitro: Jorge Baliño |  |

| 10 de janeiro de 2021 | Tigre | 1 – 2     | Deportivo Riestra | Victoria                                                |  |
| 19:15                 |       | Relatório |                   | Estádio: Coliseo de Victoria Árbitro: Cristian Cernadas |  |

Fonte: AFA (em castelhano)

### Final doPrimer Ascenso
| 16 de janeiro de 2021                                                              | Estudiantes (RC)      | 1 – 1 (3–4 pen.)                                                                              | Sarmiento (J)       | Santa Fé                                         |  |
| 19:10 (UTC−3)                                                                      | - Bruno Sepúlveda 21' | Relatório                                                                                     | - Claudio Pombo 39' | Estádio: 15 de Abril Árbitro: Fernando Rapallini |  |
|                                                                                    |                       | Penalidades                                                                                   |                     |                                                  |  |
| - Néstor Ortigoza - Javier Ferreira - Luis Ardente - Alan Vester - Bruno Sepúlveda |                       | - Jonathan Torres - Yamil Garnier - Gabriel Graciani - Federico Mancinelli - Federico Vismara |                     |                                                  |  |

## Segundo Ascenso
Na etapa classificatória (fase de zonas), cada zona foi disputada em turno único no sistema de pontos corridos. Os dois primeiros colocados de cada zona se classificaram para a primeira rodada eliminatória do "mata-mata" do Segundo Ascenso em busca da segunda e última promoção para a Primera División de 2021. Os demais times foram eliminados da disputa pela vaga na divisão superior.

### Zona A
| Pos | Equipe                      | Pts | J | V | E | D | GP | GC | SG | Classificação                                   |
| --- | --------------------------- | --- | - | - | - | - | -- | -- | -- | ----------------------------------------------- |
| 1   | San Martín (SJ)             | 15  | 7 | 4 | 3 | 0 | 5  | 1  | +4 | Primeira rodada eliminatória do Segundo Ascenso |
| 2   | Barracas Central            | 14  | 7 | 4 | 2 | 1 | 7  | 4  | +3 | Primeira rodada eliminatória do Segundo Ascenso |
| 3   | Belgrano (E)                | 12  | 7 | 3 | 3 | 1 | 8  | 3  | +5 |                                                 |
| 4   | Alvarado (E)                | 9   | 7 | 2 | 3 | 2 | 12 | 8  | +4 |                                                 |
| 5   | Mitre (SdE) (E)             | 8   | 7 | 1 | 5 | 1 | 8  | 9  | −1 |                                                 |
| 6   | Guillermo Brown (E)         | 6   | 7 | 1 | 3 | 3 | 6  | 7  | −1 |                                                 |
| 7   | Nueva Chicago (E)           | 5   | 7 | 1 | 2 | 4 | 6  | 12 | −6 |                                                 |
| 8   | Independiente Rivadavia (E) | 4   | 7 | 1 | 1 | 5 | 3  | 11 | −8 |                                                 |

### Zona B
| Pos | Equipe                     | Pts | J | V | E | D | GP | GC | SG | Classificação                                   |
| --- | -------------------------- | --- | - | - | - | - | -- | -- | -- | ----------------------------------------------- |
| 1   | Quilmes                    | 13  | 7 | 4 | 1 | 2 | 9  | 7  | +2 | Primeira rodada eliminatória do Segundo Ascenso |
| 2   | Instituto                  | 12  | 7 | 3 | 3 | 1 | 11 | 9  | +2 | Primeira rodada eliminatória do Segundo Ascenso |
| 3   | Almagro (E)                | 12  | 7 | 4 | 0 | 3 | 7  | 5  | +2 |                                                 |
| 4   | Ramón Santamarina (E)      | 10  | 7 | 3 | 1 | 3 | 11 | 10 | +1 |                                                 |
| 5   | Brown (A) (E)              | 9   | 7 | 2 | 3 | 2 | 6  | 5  | +1 |                                                 |
| 6   | Gimnasia y Esgrima (J) (E) | 8   | 7 | 2 | 2 | 3 | 9  | 9  | 0  |                                                 |
| 7   | All Boys (E)               | 7   | 7 | 1 | 4 | 2 | 3  | 8  | −5 |                                                 |
| 8   | Chacarita Juniors (E)      | 5   | 7 | 1 | 2 | 4 | 6  | 9  | −3 |                                                 |

### Resultados
| 28 de novembro de 2020 | Barracas Central | 2 – 1     | Independiente Rivadavia | Buenos Aires                                         |  |
| 17:10                  |                  | Relatório |                         | Estádio: Claudio Chiqui Tapia Árbitro: Lucas Novelli |  |

| 28 de novembro de 2020 | Ramón Santamarina | 1 – 0     | Quilmes | Tandil                                                      |  |
| 17:10                  |                   | Relatório |         | Estádio: Estádio Municipal de Tandil Árbitro: Mario Ejarque |  |

| 28 de novembro de 2020 | Almagro | 1 – 0     | Gimnasia y Esgrima (J) | José Ingenieros                                 |  |
| 17:10                  |         | Relatório |                        | Estádio: Tres de Febrero Árbitro: Pablo Giménez |  |

| 28 de novembro de 2020 | Brown (A) | 0 – 0     | All Boys | Adrogué                                          |  |
| 17:10                  |           | Relatório |          | Estádio: Lorenzo Arandilla Árbitro: Ramiro López |  |

| 28 de novembro de 2020 | Mitre (SdE) | 0 – 0     | Belgrano | Santiago del Estero                                                  |  |
| 19:10                  |             | Relatório |          | Estádio: Doctores José y Antonio Castiglione Árbitro: Carlos Córdoba |  |

| 28 de novembro de 2020 | Instituto | 2 – 1     | Chacarita Juniors | Córdoba                                             |  |
| 19:10                  |           | Relatório |                   | Estádio: Mario Alberto Kempes Árbitro: Jorge Broggi |  |

| 28 de novembro de 2020 | Alvarado | 0 – 0     | Guillermo Brown | Mar del Plata                                       |  |
| 20:30                  |          | Relatório |                 | Estádio: José María Minella Árbitro: Andrés Gariano |  |

| 29 de novembro de 2020 | San Martín (SJ) | 1 – 0     | Nueva Chicago | San Juan                                          |  |
| 18:00                  |                 | Relatório |               | Estádio: Hilario Sánchez Árbitro: Fabricio Llobet |  |

| 3 de dezembro de 2020 | Chacarita Juniors | 0 – 0     | Brown (A) | San Martín                                           |  |
| 21:10                 |                   | Relatório |           | Estádio: Chacarita Juniors Árbitro: Sebastián Zunino |  |

| 4 de dezembro de 2020 | Instituto | 0 – 1     | Almagro | Córdoba                                              |  |
| 19:10                 |           | Relatório |         | Estádio: Mario Alberto Kempes Árbitro: Lucas Novelli |  |

| 5 de dezembro de 2020 | Nueva Chicago | 2 – 5     | Alvarado | Buenos Aires                                            |  |
| 17:10                 |               | Relatório |          | Estádio: República de Mataderos Árbitro: Nazareno Arasa |  |

| 5 de dezembro de 2020 | All Boys | 1 – 0     | Ramón Santamarina | Buenos Aires                                    |  |
| 17:10                 |          | Relatório |                   | Estádio: Islas Malvinas Árbitro: Rodrigo Rivero |  |

| 5 de dezembro de 2020 | Quilmes | 3 – 2     | Gimnasia y Esgrima (J) | Quilmes                                                     |  |
| 17:10                 |         | Relatório |                        | Estádio: Centenario Ciudad de Quilmes Árbitro: Jorge Broggi |  |

| 5 de dezembro de 2020 | San Martín (SJ) | 0 – 0     | Barracas Central | San Juan                                         |  |
| 18:00                 |                 | Relatório |                  | Estádio: Hilario Sánchez Árbitro: Diego Ceballos |  |

| 5 de dezembro de 2020 | Belgrano | 3 – 0     | Independiente Rivadavia | Buenos Aires                                          |  |
| 19:10                 |          | Relatório |                         | Estádio: Claudio Chiqui Tapia Árbitro: Andrés Gariano |  |

| 6 de dezembro de 2020 | Guillermo Brown | 4 – 2     | Mitre (SdE) | Puerto Madryn                            |  |
| 17:10                 |                 | Relatório |             | Estádio: Raúl Conti Árbitro: Bruno Bocca |  |

| 11 de dezembro de 2020 | Almagro | 0 – 1     | Quilmes | José Ingenieros                                     |  |
| 17:10                  |         | Relatório |         | Estádio: Tres de Febrero Árbitro: Yael Falcón Pérez |  |

| 12 de dezembro de 2020 | Barracas Central | 1 – 0     | Belgrano | Buenos Aires                                       |  |
| 17:10                  |                  | Relatório |          | Estádio: Claudio Chiqui Tapia Árbitro: Nelson Sosa |  |

| 12 de dezembro de 2020 | Independiente Rivadavia | 0 – 0     | Guillermo Brown | Mendoza                                              |  |
| 17:10                  |                         | Relatório |                 | Estádio: Bautista Gargantini Árbitro: Rodrigo Rivero |  |

| 12 de dezembro de 2020 | Gimnasia y Esgrima (J) | 2 – 0     | All Boys | San Salvador de Jujuy                        |  |
| 17:10                  |                        | Relatório |          | Estádio: 23 de Agosto Árbitro: Julio Barraza |  |

| 12 de dezembro de 2020 | Ramón Santamarina | 3 – 1     | Chacarita Juniors | Tandil                                                         |  |
| 17:10                  |                   | Relatório |                   | Estádio: Estádio Municipal de Tandil Árbitro: Mariano González |  |

| 12 de dezembro de 2020 | Brown (A) | 1 – 1     | Instituto | Adrogué                                         |  |
| 17:10                  |           | Relatório |           | Estádio: Lorenzo Arandilla Árbitro: Yamil Possi |  |

| 12 de dezembro de 2020 | Alvarado | 0 – 1     | San Martín (SJ) | Mar del Plata                                     |  |
| 19:10                  |          | Relatório |                 | Estádio: José María Minella Árbitro: Pablo Dóvalo |  |

| 14 de dezembro de 2020 | Mitre (SdE) | 1 – 1     | Nueva Chicago | Santiago del Estero                                                 |  |
| 9:00                   |             | Relatório |               | Estádio: Doctores José y Antonio Castiglione Árbitro: Lucas Novelli |  |

| 19 de dezembro de 2020 | All Boys | 0 – 0     | Quilmes | Buenos Aires                                     |  |
| 17:10                  |          | Relatório |         | Estádio: Islas Malvinas Árbitro: Adrián Franklin |  |

| 19 de dezembro de 2020 | Chacarita Juniors | 0 – 1     | Gimnasia y Esgrima (J) | San Martín                                            |  |
| 17:10                  |                   | Relatório |                        | Estádio: Chacarita Juniors Árbitro: Cristian Cernadas |  |

| 19 de dezembro de 2020 | Brown (A) | 0 – 1     | Almagro | Adrogué                                                  |  |
| 17:10                  |           | Relatório |         | Estádio: Lorenzo Arandilla Árbitro: Gerardo Méndez Cedro |  |

| 19 de dezembro de 2020 | Alvarado | 0 – 1     | Barracas Central | Mar del Plata                                          |  |
| 19:00                  |          | Relatório |                  | Estádio: José María Minella Árbitro: Yael Falcón Pérez |  |

| 20 de dezembro de 2020 | Guillermo Brown | 0 – 1     | Belgrano | Puerto Madryn                             |  |
| 17:10                  |                 | Relatório |          | Estádio: Raúl Conti Árbitro: Ramiro López |  |

| 20 de dezembro de 2020 | Nueva Chicago | 1 – 2     | Independiente Rivadavia | Buenos Aires                                         |  |
| 17:10                  |               | Relatório |                         | Estádio: República de Mataderos Árbitro: Bruno Bocca |  |

| 20 de dezembro de 2020 | San Martín (SJ) | 1 – 1     | Mitre (SdE) | San Juan                                         |  |
| 20:30                  |                 | Relatório |             | Estádio: Hilario Sánchez Árbitro: Lucas Comesaña |  |

| 21 de dezembro de 2020 | Instituto | 3 – 2     | Ramón Santamarina | Córdoba                                                 |  |
| 19:00                  |           | Relatório |                   | Estádio: Mario Alberto Kempes Árbitro: Luis Lobo Medina |  |

| 27 de dezembro de 2020 | Barracas Central | 2 – 1     | Guillermo Brown | Buenos Aires                                        |  |
| 17:10                  |                  | Relatório |                 | Estádio: Claudio Chiqui Tapia Árbitro: Pablo Dóvalo |  |

| 27 de dezembro de 2020 | Gimnasia y Esgrima (J) | 1 – 1     | Instituto | San Salvador de Jujuy                         |  |
| 17:10                  |                        | Relatório |           | Estádio: 23 de Agosto Árbitro: Rodrigo Rivero |  |

| 27 de dezembro de 2020 | Almagro | 4 – 0     | All Boys | José Ingenieros                                    |  |
| 17:10                  |         | Relatório |          | Estádio: Tres de Febrero Árbitro: Sebastián Zunino |  |

| 27 de dezembro de 2020 | Belgrano | 2 – 0     | Nueva Chicago | Córdoba                                                       |  |
| 19:10                  |          | Relatório |               | Estádio: Estádio Julio César Villagra Árbitro: Nazareno Arasa |  |

| 27 de dezembro de 2020 | Independiente Rivadavia | 0 – 1     | San Martín (SJ) | Mendoza                                               |  |
| 19:10                  |                         | Relatório |                 | Estádio: Bautista Gargantini Árbitro: Adrián Franklin |  |

| 27 de dezembro de 2020 | Mitre (SdE) | 2 – 2     | Alvarado | Santiago del Estero                                                   |  |
| 21:00                  |             | Relatório |          | Estádio: Doctores José y Antonio Castiglione Árbitro: Fabricio Llobet |  |

| 28 de dezembro de 2020 | Ramón Santamarina | 1 – 3     | Brown (A) | Tandil                                                     |  |
| 17:10                  |                   | Relatório |           | Estádio: Estádio Municipal de Tandil Árbitro: Jorge Broggi |  |

| 29 de dezembro de 2020 | Quilmes | 3 – 2     | Chacarita Juniors | Quilmes                                                       |  |
| 17:10                  |         | Relatório |                   | Estádio: Centenario Ciudad de Quilmes Árbitro: Andrés Gariano |  |

| 2 de janeiro de 2021 | Mitre (SdE) | 1 – 1     | Barracas Central | Santiago del Estero                                                |  |
| 21:00                |             | Relatório |                  | Estádio: Doctores José y Antonio Castiglione Árbitro: Jorge Broggi |  |

| 3 de janeiro de 2021 | Nueva Chicago | 1 – 1     | Guillermo Brown | Buenos Aires                                          |  |
| 17:10                |               | Relatório |                 | Estádio: República de Mataderos Árbitro: Juan Pafundi |  |

| 3 de janeiro de 2021 | Ramón Santamarina | 2 – 0     | Almagro | Tandil                                                    |  |
| 17:10                |                   | Relatório |         | Estádio: Estádio Municipal de Tandil Árbitro: Bruno Bocca |  |

| 3 de janeiro de 2021 | Chacarita Juniors | 0 – 0     | All Boys | San Martín                                       |  |
| 17:10                |                   | Relatório |          | Estádio: Chacarita Juniors Árbitro: Ramiro López |  |

| 3 de janeiro de 2021 | Brown (A) | 2 – 1     | Gimnasia y Esgrima (J) | Adrogué                                           |  |
| 17:10                |           | Relatório |                        | Estádio: Lorenzo Arandilla Árbitro: Julio Barraza |  |

| 3 de janeiro de 2021 | Alvarado | 3 – 0     | Independiente Rivadavia | Mar del Plata                                    |  |
| 18:00                |          | Relatório |                         | Estádio: José María Minella Árbitro: Nelson Sosa |  |

| 3 de janeiro de 2021 | San Martín (SJ) | 0 – 0     | Belgrano | San Juan                                      |  |
| 18:00                |                 | Relatório |          | Estádio: Hilario Sánchez Árbitro: Ariel Penel |  |

| 4 de janeiro de 2021 | Instituto | 2 – 1     | Quilmes | Córdoba                                               |  |
| 19:00                |           | Relatório |         | Estádio: Juan Domingo Perón Árbitro: Mariano González |  |

| 10 de janeiro de 2021 | Barracas Central | 0 – 1     | Nueva Chicago | Buenos Aires                                            |  |
| 17:10                 |                  | Relatório |               | Estádio: Claudio Chiqui Tapia Árbitro: Sebastián Zunino |  |

| 10 de janeiro de 2021 | Guillermo Brown | 0 – 1     | San Martín (SJ) | Puerto Madryn                            |  |
| 17:10                 |                 | Relatório |                 | Estádio: Raúl Conti Árbitro: Yamil Possi |  |

| 10 de janeiro de 2021 | Belgrano | 2 – 2     | Alvarado | Córdoba                                                       |  |
| 17:10                 |          | Relatório |          | Estádio: Estádio Julio César Villagra Árbitro: Diego Ceballos |  |

| 10 de janeiro de 2021 | Independiente Rivadavia | 0 – 1     | Mitre (SdE) | Mendoza                                                |  |
| 17:10                 |                         | Relatório |             | Estádio: Bautista Gargantini Árbitro: Luis Lobo Medina |  |

| 11 de janeiro de 2021 | All Boys | 2 – 2     | Instituto | Córdoba                                            |  |
| 21:10                 |          | Relatório |           | Estádio: Juan Domingo Perón Árbitro: Pablo Giménez |  |

| 11 de janeiro de 2021 | Quilmes | 1 – 1     | Brown (A) | Quilmes                                                      |  |
| 21:10                 |         | Relatório |           | Estádio: Centenario Ciudad de Quilmes Árbitro: Mario Ejarque |  |

| 11 de janeiro de 2021 | Gimnasia y Esgrima (J) | 2 – 2     | Ramón Santamarina | San Salvador de Jujuy                          |  |
| 21:10                 |                        | Relatório |                   | Estádio: 23 de Agosto Árbitro: Fabricio Llobet |  |

| 11 de janeiro de 2021 | Almagro | 0 – 2     | Chacarita Juniors | José Ingenieros                                    |  |
| 21:10                 |         | Relatório |                   | Estádio: Tres de Febrero Árbitro: Mariano González |  |

### Torneio eliminatório doSegundo Ascenso

#### Primeira rodada eliminatória
| 17 de janeiro de 2021 | Defensores de Belgrano                         | 2 – 0     | Instituto | Campana                                                     |  |
| 17:10 (UTC−3)         | - Nicolás Benegas 9' - Maximiliano Núñez 90+4' | Relatório |           | Estádio: El Coliseo de Mitre y Puccini Árbitro: Yamil Possi |  |

| 17 de janeiro de 2021 | Deportivo Morón                               | 2 – 1     | Villa Dálmine         | Vicente López                                            |  |
| 17:10 (UTC−3)         | - Guillermo Villalba 38' - Iván Alvarez 90+2' | Relatório | - Catriel Sánchez 73' | Estádio: Ciudad de Vicente López Árbitro: Nazareno Arasa |  |

| 17 de janeiro de 2021 | Gimnasia y Esgrima (M) | 1 – 4     | Ferro Carril Oeste                                                                    | Córdoba                                                |  |
| 17:10 (UTC−3)         | - Ramón Lentini 72'    | Relatório | - Franco Toloza 5' - Cristian Bordacahar 24' - Nicolás Gómez 59' - Matías Ramírez 86' | Estádio: Juan Domingo Perón Árbitro: Yael Falcón Pérez |  |

| 17 de janeiro de 2021                                                       | Atlanta                                    | 2 – 2 (4–1 pen.)                              | San Martín (T)                         | Río Cuarto                                                              |  |
| 17:10 (UTC−3)                                                               | - Milton Giménez 55' - Julián Marcioni 90' | Relatório                                     | - Ricardo Noir 48' - Alberto Costa 69' | Estádio: Estádio de Río Cuarto Antonio Candini Árbitro: Adrián Franklin |  |
|                                                                             |                                            | Penalidades                                   |                                        |                                                                         |  |
| - Milton Giménez - Leonardo Marinucci - Nicolás Previtali - Julián Marcioni |                                            | - Alberto Costa - Lucas Diarte - Ramiro Costa |                                        |                                                                         |  |

| 17 de janeiro de 2021                                                                                   | Estudiantes (BA)                       | 2 – 2 (3–2 pen.)                                                                        | Barracas Central               | Buenos Aires                                            |  |
| 19:10 (UTC−3)                                                                                           | - Neri Bandiera 41' - Gastón Verón 44' | Relatório                                                                               | - Germán Estigarribia 24', 66' | Estádio: Diego Armando Maradona Árbitro: Diego Ceballos |  |
| |                                        | Penalidades                                                                             |                                |                                                         |  |
| - Juan Pablo Ruiz Gómez - Francisco González Metilli - Neri Bandiera - Diego Figueroa - Nicolás Rinaldi |                                        | - Iván Tapia - Lucas Colitto - Germán Estigarribia - Juan Manuel Vázquez - Matías Acuña |                                |                                                         |  |

| 17 de janeiro de 2021                                                                   | Tigre             | 1 – 1 (3–4 pen.)                                                                               | San Martín (SJ)        | Caseros                                              |  |
| 19:15 (UTC−3)                                                                           | - Ijiel Prott 20' | Relatório                                                                                      | - Fernando Alarcón 30' | Estádio: Ciudad de Caseros Árbitro: Pablo Echavarría |  |
|                                                                                         |                   | Penalidades                                                                                    |                        |                                                      |  |
| - Pablo Magnín - Néstor Moiraghi - Facundo Giacopuzzi - Gonzalo Marinelli - Carlos Luna |                   | - Cristian Sánchez - Lucas Campana - Gonzalo Berterame - Gonzalo Ramírez - Ezequiel Rescaldani |                        |                                                      |  |

| 17 de janeiro de 2021 | Deportivo Riestra       | 1 – 0     | Temperley | San Martín                                               |  |
| 20:00 (UTC−3)         | - Maximiliano Brito 57' | Relatório |           | Estádio: Chacarita Juniors Árbitro: Gerardo Méndez Cedro |  |

| 18 de janeiro de 2021 | Agropecuario Argentino | 0 – 1     | Quilmes              | Buenos Aires                                            |  |
| 17:10 (UTC−3)         |                        | Relatório | - Mariano Pavone 69' | Estádio: Don León Kolbowski Árbitro: Leandro Rey Hilfer |  |

#### Segunda rodada eliminatória
| 21 de janeiro de 2021 | Estudiantes (BA)                                             | 3 – 1     | San Martín (SJ)        | Buenos Aires                                           |  |
| 17:10 (UTC−3)         | - Martín Garay 63' - Tomás Bolzicco 67' - Tomás Bolzicco 81' | Relatório | - Gonzalo Berterame 6' | Estádio: Don León Kolbowski Árbitro: Yael Falcón Pérez |  |

| 20 de janeiro de 2021 | Deportivo Morón | 0 – 1     | Deportivo Riestra  | Victoria                                              |  |
| 19:15 (UTC−3)         |                 | Relatório | - Víctor Gómez 59' | Estádio: Coliseo de Victoria Árbitro: Adrián Franklin |  |

| 21 de janeiro de 2021 | Atlanta                                  | 2 – 1     | Ferro Carril Oeste          | Vicente López                                              |  |
| 19:20 (UTC−3)         | - Joaquín Ochoa 32' - Nahuel Tecilla 46' | Relatório | - Juan Francisco Rago 90+2' | Estádio: Ciudad de Vicente López Árbitro: Pablo Echavarría |  |

| 21 de janeiro de 2021 | Defensores de Belgrano | 0 – 1     | Quilmes              | Caseros                                           |  |
| 21:30 (UTC−3)         |                        | Relatório | - Mariano Pavone 68' | Estádio: Ciudad de Caseros Árbitro: Pablo Giménez |  |

#### Terceira rodada eliminatória
| 24 de janeiro de 2021 | Atlético de Rafaela                        | 2 – 2 (10–9 pen.) | Quilmes                                  | Rosário                                        |  |
| 18:20 (UTC−3) | - Ayrton Portillo 58' - Claudio Bieler 78' | Resumo AFA Resumo TyC | - Mariano Pavone 41' - Jonas Acevedo 83' | Estádio: Marcelo Bielsa Árbitro: Darío Herrera |  |
| |                                            | Penalidades |                                          |                                                |  |
| - Claudio Bieler - Stéfano Brundo - Germán Lesman - Enzo Copetti - Rodrigo Castro - Ángelo Martino - Emiliano Romero - Lucas Blondel - Fernando Piñero - Guillermo Sara - Claudio Bieler |                                            | - Adrián Calello - Ramiro Arias - Rodrigo Moreira - Leandro González - Carlos Matheu - Jonás Acevedo - Tomás Blanco - Martín Ortega - Alan Alegre - Esteban Glellel - Adrián Calello |                                          |                                                |  |

| 24 de janeiro de 2021 | Estudiantes (BA)    | 1 – 0                 | Atlanta | Victoria                                                 |  |
| 20:25 (UTC−3)         | - Neri Bandiera 51' | Resumo AFA Resumo TyC |         | Estádio: Coliseo de Victoria Árbitro: Fernando Echenique |  |

| 24 de janeiro de 2021 | Platense | 0 – 0 (8–7 pen.) | Deportivo Riestra | Caseros                                           |  |
| 22:25 (UTC−3) |          | Resumo AFA Resumo TyC |                   | Estádio: Ciudad de Caseros Árbitro: Andrés Merlos |  |
| |          | Penalidades |                   |                                                   |  |
| - Mauro Bogado - Stefano Callegari - Luciano Recalde - Matías Tissera - Daniel Vega - Brian Lluy - Tiago Palacios - Franco Baldassarra - Jorge De Olivera - José Luis Sinisterra |          | - Guillermo Pereira - Maximiliano Brito - Yamil Romero - Mario Zaninovich - Eric Tovo - Víctor Gómez - Mauricio Soto - Yeison Mena Murillo - Tomás Villoldo - Matías Vega |                   |                                                   |  |

#### Semifinais
| 27 de janeiro de 2021 | Estudiantes (RC)    | 1 – 0     | Estudiantes (BA) | Rosário                                            |  |
| 19:15 (UTC−3)         | - Ibrahim Hesar 18' | Relatório |                  | Estádio: Gigante de Arroyito Árbitro: Jorge Baliño |  |

| 27 de janeiro de 2021 | Atlético de Rafaela | 0 – 2     | Platense                                            | Rosário                                      |  |
| 21:30 (UTC−3)         |                     | Relatório | - 2' Luciano Recalde - 78' Franco Pedro Baldassarra | Estádio: Marcelo Bielsa Árbitro: Ariel Penel |  |

#### Final
| 31 de janeiro de 2021                                                                 | Estudiantes (RC)    | 1 – 1 (2–4 pen.)                                                       | Platense            | Rosário                                        |  |
| 21:10 (UTC−3)                                                                         | - Ibrahim Hesar 38' | Relatório                                                              | - 5' Matías Tissera | Estádio: Marcelo Bielsa Árbitro: Néstor Pitana |  |
|                                                                                       |                     | Penalidades                                                            |                     |                                                |  |
| - Néstor Ortigoza - Marcos Gabriel Fernández - Maximiliano Padilla - Gastón Benavídez |                     | - Hernán Lamberti - Nicolás Zalazar - Luciano Recalde - Matías Tissera |                     |                                                |  |

## Estatísticas

### Artilharia
| Rank | Jogador         | Clube                       | Gols |
| ---- | --------------- | --------------------------- | ---- |
| 1    | Claudio Bieler  | Atlético de Rafaela         | 6    |
| 2    | Enzo Copetti    | Atlético de Rafaela         | 5    |
| 2    | Neri Bandiera   | Estudiantes de Buenos Aires | 5    |
| 2    | Ibrahim Hesar   | Estudiantes de Río Cuarto   | 5    |
| 2    | Mariano Pavone  | Quilmes                     | 5    |
| 3    | Julián Marcioni | Atlanta                     | 4    |
| 3    | Bruno Sepúlveda | Estudiantes de Río Cuarto   | 4    |
| 3    | Matías Tissera  | Platense                    | 4    |
| 3    | Jonathan Torres | Sarmiento de Junín          | 4    |

Fonte: AFA (em castelhano)

## Premiação
| Campeonato Argentino de Futebol de 2020 Primera Nacional de Transição                          |
| ---------------------------------------------------------------------------------------------- |
| Club Atlético Sarmiento Campeão (1º título da Primera Nacional) (2º título da Segunda Divisão) |